# ECMAScript引擎列表
ECMAScript引擎是执行用某个版本的ECMAScript语言标准比如JavaScript写的源代码的程序。

## JIT编译器引擎
下列是用于网页浏览器的新一代ECMAScript引擎，它们都实现了即时编译（JIT）或这个想法的变体。即时编译的性能利益使其更加适合于用JavaScript写的网页应用：
- V8：用在Google Chrome、Node.js和V8.NET的JavaScript引擎。
- SpiderMonkey：在Mozilla的Gecko应用包括Firefox中使用的JavaScript引擎。这个引擎目前包括IonMonkey编译器和OdinMonkey优化模块，以前曾包括TraceMonkey编译器（第一个javascript JIT）和JägerMonkey。
- JavaScriptCore：最初从KJS派生出的JavaScript解释器和JIT。它用在WebKit计划和应用如Safari中。也叫作Nitro、SquirrelFish和SquirrelFish Extreme[1]。
- Chakra：用在Internet Explorer 11中的JScript引擎，它首次出现在Internet Explorer 9(32-bit)中[2]。
- ChakraCore：在Microsoft Edge中曾用过也叫做Chakra的JavaScript引擎，2015年12月，微软将其核心构件开放源代码并重命名为ChakraCore[3][4]。
- Carakan：Opera Software ASA开发的JavaScript引擎[5]，包含在Opera网页浏览器10.50发行中[6]，直到Opera 15（2013年发行）切换到V8[7][8]。
- Tamarin：用在Adobe Flash中的ActionScript和ECMAScript引擎。
- Nashorn：用在Oracle Java开发工具包（JDK）自从版本8的JavaScript引擎[9]。
- iv：用C++写的ECMAScript词法分析器/语法解析器/解释器/VM/方法JIT[10]。
- CL-JavaScript：在能编译成机器语言的Common Lisp实现上可以编译JavaScript至机器语言[11]。

## 解释器引擎
下列引擎使用运行时解释器，它们不编译成本地机器代码故而一般而言运行得更慢：
- Rhino：来自Mozilla的JavaScript引擎之一，使用Java平台。
- Jsish[12]：一个JavaScript解释器，内建了SQLite、JSON、WebSocket和ZIP虚拟文件系统支持。
- Duktape[13]：一个小体量易于嵌入的Ecmascript E5/E5.1引擎。
- MuJS[14]：一个轻量级的ECMAScript解释器库，设计用于嵌入其他软件中来为其扩展上脚本功能。最初为MuPDF开发[15]。
- njs[16]：为网页服务器脚本和最快的VM上下文创建而优化的轻量级的JavaScript解释器[17]，用于nginx。
- Moddable SDK[18]：是为微控制器建造应用的开发工具和运行时软件的组合，Kinoma平台的后继者，目前是活跃计划并致力于支持更新近版本的ECMAScript。
- Espruino[19]：特别用于微控制器的一个非常小体量的解释器，通过执行源代码（而非字节码），可以运行在小于8kB的RAM之下。
- mjs[20]：设计用于资源有限的微控制器的JavaScript引擎，它实现了ECMAScript 6的一个严格子集。
- JerryScript[21]：三星为小于64KB RAM的微控制器提供的一个轻量级的JavaScript引擎。
- V7[22]：嵌入式JavaScript引擎，实现了ECMAScript 5.1，声称是用C写的最小的JavaScript引擎，现已经让位给mjs[20]。
- Tiny-JS[23]：用C++写成的极小化的JavaScript解释器。
- JS-Interpreter[24]，用JavaScript实现的轻量级的JavaScript解释器，带有step-by-step执行。
- GNU Guile：GNU Scheme实现，自版本1.9起提供ECMAScript 3.1解释器[25]。
- Boa[26]：用Rust编写的JavaScript引擎。

### 不活跃项目
- KJS：用于Konqueror的引擎，是KHTML的一个构件，是JavaScriptCore的前身。
- QtScript：由Trolltech最初开发，现在属于Qt公司，它提供QObject与JavaScriptCore的集成。
- JScript：用在Internet Explorer版本直到IE9(64-bit)的引擎，是Trident排版引擎的一个构件。
- Futhark： Opera网页浏览器版本9.50到10.10的ECMAScript引擎。
- Linear B：专门用在Opera网页浏览器版本7.0到9.50的ECMAScript引擎。
- InScript：用在iCab2和3的一个废弃了的专有库。
- Kinomajs[27]：一个ECMAScript 6运行时环境和框架[28]。这是正确实现几乎所有ECMAScript 6标准的首批运行时之一，目前无维护。
- YAJI[29]：基于Jean-Marc Lugin开始于1999年的FESI实现的一个ECMAScript引擎[30]，使用Java平台，开发至支持ECMAScript 5.1[31]。
- Continuum[32]：支持ECMAScript 6规定的旧草案的自解释器[28]。很特别的，这个引擎是用ECMAScript 3实现的，这使得有可能在像IE6这样老的浏览器中运行ES6。
- Narcissus[33]：用JavaScript实现的JavaScript（自循环解释器），意图在另一个JavaScript引擎中运行，唯有理论和教育意义。

## 引用
1. ↑  .   [2019-05-17]. （原始内容存档于2019-05-16）.
2. ↑  Hachamovitch, Dean, , 2010-03-16  [2019-05-23], （原始内容存档于2011-08-05）
3. ↑  . Microsoft.   [December 8, 2015]. （原始内容存档于2015-12-07）.
4. ↑  Microsoft open sources Edge web browser's JavaScript engine, plans port to Linux （页面存档备份，存于） on zdnet.com by Steven J. Vaughan-Nichols (on January 13, 2016)
5. ↑  .   [2019-05-17]. （原始内容存档于2009-05-31）.
6. ↑  .   [2006-03-03]. （原始内容存档于2006-03-03）.
7. ↑  .   [2019-05-17]. （原始内容存档于2013-02-14）.
8. ↑  .   [2019-05-17]. （原始内容存档于2014-03-01）.
9. ↑  .   [2019-05-17]. （原始内容存档于2019-07-25）.
10. ↑  .   [2015-11-15]. （原始内容存档于2016-02-08）.
11. ↑  .   [2018-09-14]. （原始内容存档于2018-09-15）.
12. ↑  JavaScript Interpreter SHell （页面存档备份，存于）.
13. ↑  .   [2019-05-17]. （原始内容存档于2019-04-17）.
14. ↑  .   [2019-05-17]. （原始内容存档于2019-04-17）.
15. ↑  .   [2014-09-22]. （原始内容存档于2014-09-26）.
16. ↑  .   [2019-05-17]. （原始内容存档于2019-05-19）.
17. ↑  .   [2018-10-30]. （原始内容存档于2019-03-04）.
18. ↑  .   [2019-05-17]. （原始内容存档于2019-10-16）.
19. ↑  Espruino （页面存档备份，存于）.
20. 1 2  .   [2019-05-17]. （原始内容存档于2019-04-17）.
21. ↑  .   [2019-05-17]. （原始内容存档于2019-05-16）.
22. ↑  .   [2019-05-17]. （原始内容存档于2019-04-17）.
23. ↑  .   [2019-05-17]. （原始内容存档于2018-06-11）.
24. ↑  .   [2019-05-17]. （原始内容存档于2019-02-22）.
25. ↑  The goal was to support ECMAScript version 3.1 （页面存档备份，存于）.
26. ↑  . Boa. 2024-06-21  [2024-06-22]. （原始内容存档于2025-01-17）.
27. ↑  Kinomajs （页面存档备份，存于）.
28. 1 2  .   [2019-05-17]. （原始内容存档于2019-05-05）.
29. ↑  .   [2019-05-18]. （原始内容存档于2018-06-11）.
30. ↑  . September 2003  [2019-05-17]. （原始内容存档于2012-09-06）.
31. ↑   (PDF). Ecma International. June 2011  [2012-01-31]. （原始内容 (PDF)存档于2015-04-12）.
32. ↑  .   [2019-05-17]. （原始内容存档于2018-06-11）.
33. ↑  The Narcissus source code repository （页面存档备份，存于）.